# Phaeophilacris faveauxi
Phaeophilacris faveauxi är en insektsart som beskrevs av Lucien Chopard 1958. Phaeophilacris faveauxi ingår i släktet Phaeophilacris och familjen syrsor. Inga underarter finns listade i Catalogue of Life.